# 钼酸钠
钼酸钠是钠的钼酸盐，化学式Na2MoO4，为白色菱形结晶体。

## 制备
通过钼精矿氧化焙烧生成三氧化钼，用液碱浸取生成钼酸钠溶液，后经抽滤、浓缩、冷却、离心、干燥后可制得。
{\displaystyle {\rm {\ 2MoS_{2}+7O_{2}\rightarrow 2MoO_{3}+4SO_{2}\uparrow }}}
{\displaystyle {\rm {\ MoO_{3}+2NaOH+H_{2}O\rightarrow Na_{2}MoO_{4}\cdot 2H_{2}O}}}

## 物理性质
钼酸钠可溶于水，不溶于丙酮。

## 化学性质
钼酸钠和酸作用，产生钼酸沉淀：
Na2MoO4 + 2 HCl → H2MoO4↓ + 2 NaCl